# Eschbach-au-Val
Eschbach-au-Val es una comuna francesa situada en la circunscripción administrativa de Alto Rin y, desde el 1° de enero de 2021, en la Colectividad Europea de Alsacia, en la región de Gran Este.
Está ubicada en la región histórica y cultural de Alsacia.

## Demografía
| 382 | 410 | 410 | 373 | 375 | 372 | 364 |
| Para los censos de 1962 a 1999 la población legal corresponde a la población sin duplicidades (Fuente: INSEE [Consultar]) |     |     |     |     |     |     |